# Ратнер, Борис Самуилович
Бори́с Самуи́лович Ра́тнер (1918—2008) — российский физик-ядерщик, один из создателей первого советского синхротрона.

## Биография
Родился 16 декабря 1918 года в Москве. Брат Ефима Ратнера.
Окончил с отличием Московский энергетический институт (1941) по специальности «Электровозы и моторные вагоны», инженер-электрик.
С июля 1945 по июнь 1946 года служил в РККА на Дальнем Востоке (техник авиационного полка). Награждён орденами Красной Звезды (1945), Отечественной войны 2 степени (1985), медалями «За оборону Ленинграда», «За победу над Японией».
После демобилизации работал в ФИАН, один из первых сотрудников В. И. Векслера. Участвовал в сооружении и запуске электронного синхротрона на энергию 30 МэВ (первого в Европе и второго в мире). Соавтор и участник первых экспериментов по исследованию фотоядерных реакций.
С 1970 года — старший научный сотрудник Лаборатории фотоядерных реакций Института ядерных исследований (образованного на базе ФИАН).
Под его руководством разработаны оригинальные экспериментальные методики, позволившие получить важные сведения о распадных характеристиках гигантского резонанса, получила экспериментальное подтверждение гипотеза о существовании входных состояний, исследованы вероятности переходов на основные и возбужденные состояния атомных ядер.
Кандидат физико-математических наук. Занесён в Книгу почёта ИЯИ РАН.
Умер 13 апреля 2008 года в Москве.
Автор одной из первых в СССР популярных книг об ускорителях заряженных частиц:
- Б. С. Ратнер Ускорители заряженных частиц. Государственное издательство физико-математической литературы, Москва, 1960. — 12000 экз.
- Ускорители заряженных частиц [Текст] : научно-популярная литература / Б. С. Ратнер. — 2-е изд., доп. — Москва : Наука, 1966. — 152 с. : ил. — 15000 экз.